# Hrušeň v Olšovicích
Olšovická hrušeň je památný strom rostoucí ve vesnici Olšovice v jižních Čechách. Hrušeň roste na okraji obce přibližně 50 m vlevo od silnice na Netolice.